# Гребенюк Мирон Романович
Мирон Романович Гребенюк (нар. 10 квітня 2005, Дніпропетровськ, Україна) — український футболіст, центральний нападник «Олександрії».

## Життєпис
Народився у Дніпропетровську. У ДЮФЛУ з 2016 по 2022 рік виступав за місцеві клуби АФК «Дніпро-2004», «Дніпро» та ДАФ «Дніпро». Наприкінці серпня 2022 року виїхав до Австрії, де підсилив «Сікірхен». У дорослому футболі дебютував 9 вересня 2022 року в програному (1:3) виїзному поєдинку 9-го туру Регіоналліги «Зальцбург» проти «Вальс-Грюнау». Мирон вийшов на поле на 83-й хвилині замість Максиміліана Аберля. У сезоні 2022/23 років провів 4 поєдинки у Регіональній лізі Австрії. Після цього повернувся до України. З квітня по серпень 2023 року перебував без клубу.
24 серпня 2023 року підписав контракт з «Дніпром-1», але одразу ж був переведений до молодіжної команди. Вперше до заявки головної команди «спортклубівців» потрапив 31 березня 2024 року на переможний (2:0) виїзний поєдинок 22-го туру Прем'єр-ліги України проти ковалівського «Колоса». Гребенюк просидів на лаві запасних усі 90 хвилин. У сезоні 2023/24 років двічі потрапляв до заявки дорослої команди «Дніпра-1» на матчі УПЛ, але в жодному з них на полі так і не з'явився.
Напередодні старту сезону 2024/25 років перейшов до «Олександрії», де одразу ж потрапив до заявки відродженої «Олександрії-2». Спочатку грав за команду U-19. Дебютував за резервну команду олександрійців 8 вересня 2024 року програному (1:2) виїзному поєдинку 5-го туру групи «Б» Другої ліги України проти «Ворскли-2». Гребенюк вийшов на поле на 74-й хвилині замість Данііла Романенка.